# Александровский, Сергей Владимирович (учёный)
Серге́й Влади́мирович Александро́вский (12 апреля 1919 — 10 сентября 2005) — советский и российский учёный-строитель, доктор технических наук, профессор, почётный член Российской академии архитектуры и строительных наук, участник Великой Отечественной войны. Ученик А. А. Гвоздева.

## Биография
С. В. Александровский окончил с отличием Днепропетровский инженерно-строительный институт, Новосибирский инженерно-строительный институт и аспирантуру МИСИ имени В. В. Куйбышева. Защитил докторскую диссертацию в НИИЖБ Госстроя СССР.
Является автором более 180 научных работ и 9 монографий. Обладатель 10 авторских свидетельств на изобретения.
Области научной деятельности
- теория тепло- и влагопроводности бетона
- теория ползучести бетона
- методология расчёта температурных и влажностных напряжений в бетонных и железобетонных конструкциях
- методология расчёта долговечности строительных конструкций

## Награды
- боевые правительственные награды
- Премия Правительства Российской Федерации в области науки и техники[2]

## Научные труды
1. Александровский, С. В. Теория температурных полей массивных бетонных тел с учётом экзотермии // Труды НИИ по строительству. — М.: Минмашстройиздат, 1949. — Вып. 1.
2. Александровский, С. В., Таль, К. Э. Основные физико-механические свойства бетона // Справочник по сборному железобетону. — М.: Госстройиздат, 1959.
3. Александровский, С. В. Расчет бетонных и железобетонных конструкций на температурные и влажностные воздействия с учетом ползучести. — М.: Стройиздат, 1966.
4. Александровский, С. В. Ползучесть бетона при периодических воздействиях. — М.: Стройиздат, 1970. — 166 с.
5. Александровский, С. В., Бакума, П. Ф., Маркаров, Н. А., Михайлов, В. В. Предварительно-напряженный и самонапряженный железобетон в США : [монография]. — М.: Стройиздат, 1974. — 319 с.
6. Александровский, С. В. Расчёт бетонных и железобетонных конструкций на изменения температуры и влажности с учётом ползучести. — 3-е изд., перераб. и дополн. — М.: НИИЖБ, 2004. — 712 с. — ISBN 5-902630-05-3.
7. Александровский, С. В. Долговечность наружных ограждающих конструкций. — М.: НИИСФ, РААСН, 2004.